# Беренгер Раймонд (граф Прованса)
Беренгер Раймонд I (фр. Bérenger Raimond, окс. Berenguier Ramon de Provença; конец 1113 или начало 1114 — март 1144, Могио) — граф Прованса и Жеводана, виконт де Карлат с 1131.
Сын Рамона Беренгера III, графа Барселоны и Прованса, и Дульсы I Прованской. По завещанию отца получил Прованс и другие земли, составлявшие наследство матери.
В 1132 году был помолвлен с Беатрисой, графиней де Мельгёй (ок. 1124—1190). Эта помолвка вызвала конфликт с графом Тулузским Альфонсом Иорданом, едва не переросший в войну. В 1134 году Беренгер Раймонд заключил мир с Тулузой, и в следующем году женился на Беатрисе. В 1142 году Раймонд I де Бо, глава одной из самых могущественных семей Прованса, предъявил от имени своей жены Стефанетты, младшей сестры матери Беренгера Раймонда, претензии на графство, и при поддержке графа Тулузского начал жестокую войну, опустошавшую Прованс в течение 8 лет. В ходе этой войны в марте 1144 года при обороне города Могио — столицы графства Мелгёй Беренгер Раймонд погиб от стрел генуэзских арбалетчиков, союзников Тулузы и дома де Бо.
В браке с Беатрисой де Мельгёй имел сына, Раймонда Беренгера II.